# Christian Doepke

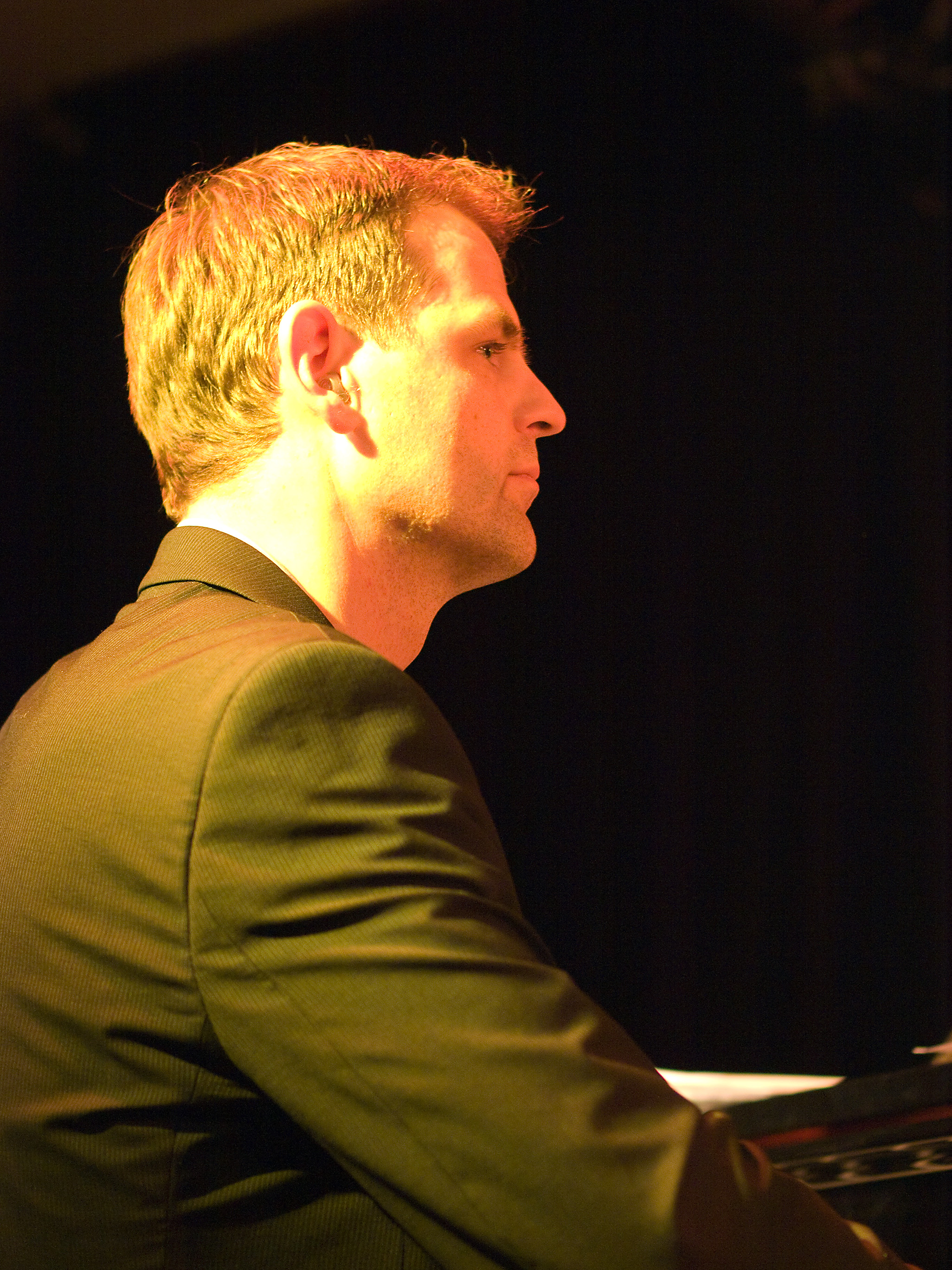
Christian Doepke im Jazzclub Unterfahrt (München 2010)

Christian Doepke (* 1966 in München) ist ein deutscher Komponist und Jazzpianist.

## Leben und Wirken
Doepke begann im Alter von 14 Jahren Klavier zu spielen. Nachdem er Privatunterricht nahm, hatte er seine ersten Auftritte als Keyboarder in einer Popgruppe. Im Jahr 1989 besuchte er das Konservatorium von Arnhem in den Niederlanden und studierte Jazzpiano.
Nach seinem Abschluss 1994 kehrte er wieder nach München zurück. Zwischen 1995 und 2005 spielte er mit einigen Gruppen eine Vielzahl von Konzerten in Deutschland, Holland, Österreich, Tschechien und der Türkei. Als Sideman war er an den Aufnahmen einiger CDs  beteiligt und arbeitete als Pianist und Komponist in TV-, Film- und Theaterproduktionen.
Im Jahr 2003 nahm er sein erstes Solo-Piano-Album „Heaven Knows“ mit seinen eigenen Kompositionen auf, gefolgt von „Adlibs“, in Zusammenarbeit mit Christian Diener (Bass), Guido May (Drums) und teilweise Rick Margitza am Tenorsaxophon. Das Album "Adlibs" erschien auf dem Label Jazz & Milk (gegründet von Christians Neffe Christoph Doepke als Dusty).
2006 zog Christian Doepke nach Amsterdam.
Doepke arbeitete unter anderem mit Rhiannon, Joey Blake, David Worm, Sheila Jordan, Jenny Evans, Rick Keller, Johannes Enders, Claudio Roditi, Horacio Hernandez, William Galison, Dusko Goykovich, John Engels, Henning Sieverts, Thaisa Olivia, Deborah J. Carter, Liz Howard, Masha Bijlsma, Peter Horton, Elke Voltz, Die blauen Engel oder The Croonettes.
Doepke erhielt den MDR-Sonderpreis 1991 und nahm im gleichen Jahr an den Leipziger Jazztagen teil. 1993 war er Finalist bei der Skymasters Trophy in Amsterdam.

## Diskografie
- In:  Ten piano players. René Pretschner, Wuppertal [1997]
- Heaven Knows. 2003
- Adlibs. 2008